# بويدن جراي
بويدن جراي (بالإنجليزية: C. Boyden Gray)‏ (و. 1943 – م)هو محامي، ودبلوماسي من الولايات المتحدة الأمريكية . ولد في وينستون-سالم، كارولاينا الشمالية .
وهو عضو في الحزب الجمهوري .

## التعليم
تعلم في جامعة هارفارد.